# 莱斯·里德尔
莱斯·里德尔（英語：Les Riddle，1953年12月28日—），澳大利亚男子篮球运动员。他曾随国家队参加了1980年夏季奥林匹克运动会男子篮球比赛，最终队伍获得第八名。